# Arne Jacobsen (bueskytte)
 Der er flere personer med dette navn, se Arne Jacobsen (flertydig).
Arne Jacobsen (født 12. juni 1942), dansk bueskytte fra Frederikshavn, som deltog aktivt i bueskydnings-konkurencer fra midten af 1960erne til midten af 1980erne.
Jacobsen er udlært som snedker og sports-karrieren resulterede i 26 danske mesterskaber samt deltagelse i flere EM- og VM-konkurencer og to Olympiske Lege samt to verdensrekorder. 

## Stævneoversigt
- 1972 Sommer-OL 1972 i München, Tyskland nr. 8
- 1976 Sommer-OL 1976 i Montreal, Canada, nr. 22

## Verdensrekorder
Jacobsen satte følgende to verdensrekorder:
- 1971 Finland, totalrekord for alle fire distancer 90, 70, 50 og 30 meter, 1.244 point
- 1971 Danmark, 50 meter, 322 point

## Hædersbevisninger
- 1971 B.T.s guld.

## Ekstern henvisninger og kilder
- Arne Jacobsens profil på Sports-Reference OL-resultater (arkiveret) (engelsk)
- Arne Jacobsens profil på Olympedia (engelsk)
- Artikel i Nordjyske (Webside ikke længere tilgængelig)
- Artikel i Nordjyske (Webside ikke længere tilgængelig)